# Josep (pel·lícula del 2020)
Josep és una pel·lícula d'animació dirigida pel ninotaire Aurélien Froment «Aurel» i estrenada l'any 2020. La producció fou un èxit de taquilla a l'Estat francès i l'Académie des arts et techniques du cinéma la va distingir amb el premi Cèsar al millor film d'animació en la 46a edició dels guardons, que es va celebrar al teatre Olympia de París.
Narra la vida del dibuixant i revolucionari Josep Bartolí durant la Guerra Civil espanyola, després de la Segona Guerra Mundial i la seva relació amb la pintora mexicana Frida Kahlo. Sílvia Pérez Cruz en compongué la banda sonora i n'interpretà el tema principal, «Todas las madres del mundo», basat en un poema de Miguel Hernández.
El film nasqué de la fascinació d'Aurel per les il·lustracions de Josep Bartolí al llibre La retirada: éxodo y exilio de los republicanos españoles. Utilitza la tècnica dels dibuixos animats i alterna els personatges principals en una línia clara d'animació contemporània i seqüències animades de dibuixos del propi Bartolí, amb el propòsit de centrar la mirada en la tràgica experiència de Bartolí als camps de concentració, una part poc coneguda, incòmoda i vergonyosa de la història d'Europa. Un film poètic sobre el poder de l'art que fou un èxit de taquilla a França.
| «                  | Josep dibuixava la vida als camps, no per fer de testimoni fotogràfic, sinó per a sobreviure. La meva tesi és que Bartolí dibuixava perquè necessitava dibuixar. | » |
| — Aurélien Froment | |   |

## Argument
El febrer de 1939, després de tres anys de guerra contra el feixisme, Josep Bartolí ha de fugir de la seva Catalunya natal un cop caiguda en desgràcia en mans de la dictadura franquista. Com milers de refugiats republicans, després de creuar el Pirineu es veu reclòs en els camps de concentració francesos. Els refugiats maltractats per la fam, el fred i els cops, són víctimes del menyspreu i la incomprensió del Govern francès. Amb tot, l'artista fa amistat amb un gendarme que li facilita un llapis i un paper perquè dibuixi. Josep Bartolí continua el seu exili a Nova York i Mèxic on coneix la pintora Frida Kahlo, de qui s'enamora.

## Personatges
- Sergi López: Josep Bartolí
- Sílvia Pérez Cruz: Bertillia / Frida Kahlo
- Alain Cauchi: Lleó
- David Marsais: Valentin
- Valérie Lemercier: la mare de Valentíin
- Bruno Solo: el gendarme
- Gérard Hernandez: l'avi
- François Morel: Robert
- Sophia Aram: la infermera
- Xavi Serrano: Helios Gómez

## Recepció
Josep ha estat objecte de crítiques entusiastes: «una commovedora òpera prima d'animació sobre un tema poc conegut de la història de França i el destí dels refugiats de la Guerra Civil espanyola».

## Premis
- Festival de Cinema d'Animació d'Annecy 2019: Prix Fondation Gan à la diffusion.[9]
- Festival Internacional de Cinema d'Atenes 2020: Atenea al millor guió per a Jean-Louis Milesi i Premi del públic.[10]
- Festival Internacional de Cine de Guadalajara 2020: Premi a la millor pel·lícula d’animació internacional.[11]
- Setmana Internacional de Cinema de Valladolid 2020: Premi a la millor direcció (ex aequo) per Aurel.[12]
- Premis de Cinema Europeu 2020: Millor pel·lícula d'animació.[13]
- Premi Louis Delluc 2020 al millor film de debut.[14]
- Premis Lumières 2021 a millor film animat i també a millor música.
- Premi César al millor fil d'animació 2021.